# Slapy
Slapy (německy Slap) jsou obec v okrese Praha-západ ve Středočeském kraji, asi 27 km jižně od Prahy. Žije zde 968 obyvatel.

## Historie
První písemná zmínka o obci (Zlapich) se objevuje roku 1292 v zakládací listině zbraslavského kláštera mezi majetkem, jímž král Václav II. tuto nově zřízenou instituci obdařil.

## Obecní správa

### Části obce
- Slapy (k. ú. Slapy nad Vltavou a Přestavlky u Slap)

Součástí obce jsou také základní sídelní jednotky Letovisko Slapy, Přestavlky, Slapy-chatová oblast a Záhoří. K obci patří také Havran, Chaloupka v Záhoří, Kansas, Lahoz, Skalice a Žďáň.
Sousedními obcemi sídla jsou Bojanovice, Rabyně, Buš, Bratřínov, Štěchovice a Nové Dvory.

### Územněsprávní začlenění
Dějiny územněsprávního začleňování zahrnují období od roku 1850 do současnosti. V chronologickém přehledu je uvedena územně administrativní příslušnost obce v roce, kdy ke změně došlo:
- 1850 země česká, kraj Praha, politický okres Smíchov, soudní okres Zbraslav[4]
- 1855 země česká, kraj Praha, soudní okres Zbraslav
- 1868 země česká, politický okres Smíchov, soudní okres Zbraslav
- 1927 země česká, politický okres Praha-venkov, soudní okres Zbraslav[5]
- 1939 země česká, Oberlandrat Praha, politický okres Praha-venkov, soudní okres Zbraslav[6]
- 1942 země česká, Oberlandrat Praha, politický okres Praha-venkov-jih, soudní okres Zbraslav[7]
- 1945 země česká, správní okres Praha-venkov-jih, soudní okres Zbraslav[8]
- 1949 Pražský kraj, okres Praha-jih[9]
- 1960 Středočeský kraj, okres Praha-západ
- 2003 Středočeský kraj, obec s rozšířenou působností Černošice

## Společnost

### Rok 1932
V obci Slapy (540 obyvatel, poštovní úřad, telegrafní úřad, telefonní úřad, katol. kostel) byly v roce 1932 evidovány tyto živnosti a obchody: 2 lékaři, cihelna, 3 obchody s cukrovinkami, družstvo pro rozvod elektrické energie ve Slapech n. Vlt., holič, 3 hostince, 2 koláři, kominík, 2 kováři, krejčí, mlékařské družstvo, obchod s obuví Baťa, 2 obuvníci, pekař, pila, 2 obchody s lahvovým pivem, 3 rolníci, sedlář, 3 obchody se smíšeným zbožím, Spořitelní a záložní spolek pro Slapy, švadlena, trafika, truhlář, velkostatek Bondy.

### Rok 1935
V této obci působil německý inženýr a radiotechnik Rudolf Formis, v obci bydlel ve zdejším hotelu, z kterého vysílal od listopadu 1934 protifašistické relace. Byl dopaden a zastřelen 23. ledna 1935 komandem SS na území obce, jednalo se o přeshraniční přepad. Je pohřben na místním hřbitově.

## Pamětihodnosti
- Kostel svatého Petra a Pavla
- Zámek Slapy, do roku 1989 zde byl Vojenský rehabilitační ústav[11]

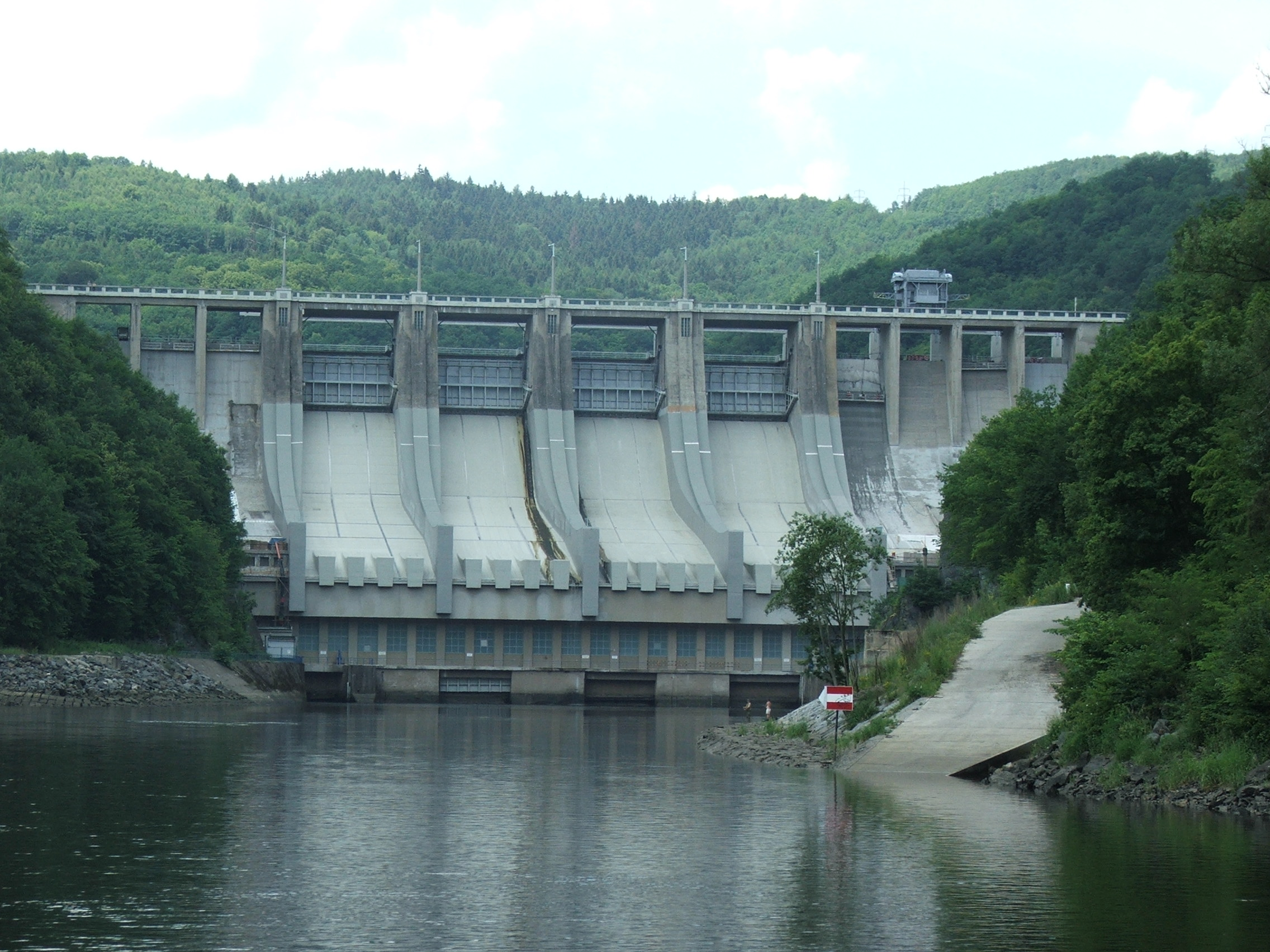
Slapská přehrada

- Střed království českého
- Léčivá studánka
- Slapská přehradaSlapská přehrada

## Doprava

### Dopravní síť
Do obce vedou silnice III. třídy. Okolo obce vede silnice II/102 Praha-Zbraslav – Štěchovice – Chotilsko – Nečín – Obory – Kamýk nad Vltavou – Krásná Hora nad Vltavou – Milešov – Milevsko. Železniční trať ani stanice či zastávka na území obce nejsou.

### Autobusová doprava 2024
Autobusovou dopravu v obci Slapy zajišťuje společnost Arriva Střední Čechy. Obec je součástí Pražské integrované dopravy (PID). V obci se nacházejí zastávky Slapy,Jednota a Slapy,Motorest. Na silnici směrem k přehradě se nachází zastávka Slapy,Na Rovínku. Na silnici II/102 a na přilehlé silnici III. třídy, směrem do obce nebo z ní, jsou umístěny zastávky Slapy,Na Polesí. Obec obsluhují autobusové linky 361 a 390. Zastávku Slapy,Na Polesí, na silnici II/102, obsluhuje také linka 437. Autobusová linka 361 vede z Prahy ze Smíchovského nádraží přes Měchenice, Davli, Štěchovice, Slapy, Buš, Čím, Korkyni, Nový Knín, Mokrovraty, Starou Huť a končí v Dobříši. Linka 390 vede opět ze Smíchovského nádraží a pokračuje ve směru Měřín, přičemž po trase obsluhuje Měchenice, Davli, Hvozdnici, Štěchovice, Slapy a Novou Rabyni a další vesnice. Linka 437 spojuje obec s Korkyní a Novým Knínem a na druhou stranu se Slapy, Štěchovicemi a Hradištkem.

### Lodní doprava 2024
Na území obce se nachází přístaviště Hrdlička. Lodní doprava Slapy je v provozu od 1. června do 1. září. V červnu jsou plavby pouze o víkendech, v červenci a srpnu každý den.

## Osobnosti
- Leon Bondy (1860–1923), podnikatel